# Eugène Alluaud
Pour les articles homonymes, voir Alluaud.

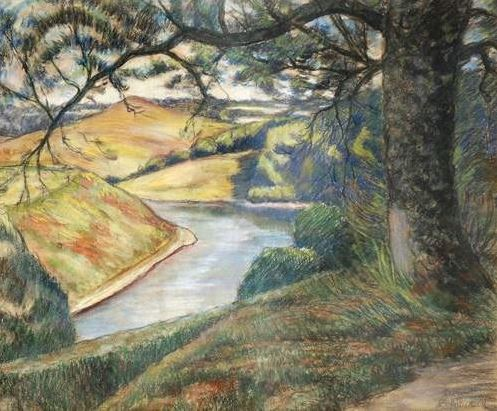

Eugène Alluaud, né à Saint-Martin-Terressus (Haute-Vienne) le 25 mars 1866 et mort à Crozant (Creuse) le 27 juillet 1947, est un artiste peintre et un céramiste français.

## Biographie
Eugène (Gilbert Eugène) Alluaud naît le 25 mars 1866 à Ribagnac (commune de Saint-Martin-Terressus) dans une famille de porcelainiers et d'amateurs d'art.

### Origines familiales
Eugène Alluaud est, comme il se plaît à dire, « né dans un bloc de kaolin ». Sa famille limousine compte des entrepreneurs de la porcelaine depuis plusieurs générations. Son arrière-grand-père, François Alluaud (1739-1799), ingénieur géographe du roi, dirige à partir de 1788 la Manufacture royale de porcelaine de Limoges, puis fonde sa propre manufacture en 1797. Son grand-père François Alluaud (1778-1866) développe les affaires familiales et crée notamment, en 1816, la fabrique des Casseaux en associant ses fils Victor et Amédée (1826-1871), père d'Eugène. Son frère Charles Alluaud (1861-1949) se fait connaître comme entomologiste de renom, et donne de nombreuses collections au Muséum national d'histoire naturelle dont il est un temps directeur. Sa sœur Camille (1868-1942) épouse un officier britannique, George Edward Phillips (mort en 1903).

### Le porcelainier
Poursuivant la tradition familiale, Eugène Alluaud achète en 1897 une manufacture à Limoges où sont fabriquées des pièces en porcelaine monumentales. Ses créations architecturales (frises, motifs en relief, encorbellements) lui permettent d'obtenir la médaille d'argent à l'Exposition universelle de 1900. Mais les coûts et les difficultés de production entraînent la faillite en 1903. Charles Haviland le fait entrer dans sa fabrique comme chef d'atelier décorateur. En 1919, il crée une petite fabrique de porcelaine à Solignac, par la suite transférée à Limoges, spécialisée dans les pots de luxe destinés à la parfumerie.
Pendant toute sa période d'activité, Eugène Alluaud œuvre à la valorisation de la porcelaine de Limoges. Il est l'instigateur de la participation de l'industrie porcelainière de Limoges à l'Exposition des Arts décoratifs de 1925 et l'organisateur du pavillon de la porcelaine de Limoges à l'Exposition coloniale internationale de 1931. Collaborateur artistique des fabriques Balleroy et frères, Bernardaud, Robert Haviland & Le Tanneur, La Porcelaine Limousine, il fonde le groupement de défense de la porcelaine de Limoges qui va créer et promouvoir la marque Limoges et participe à la création du syndicat national de la porcelaine. Nommé conservateur du musée de la porcelaine Adrien-Dubouché, de 1928 à 1934 et vice-président du conseil d'administration de la Manufacture de Sèvres à partir de 1930, il préside aussi le Comité Régional des arts appliqués de Limoges et la Société des amis des arts et lettres du Limousin. En 1937, il est président du pavillon Limousin-Quercy-Périgord de l’Exposition universelle avec, comme secrétaire, le jeune poète limousin Georges-Emmanuel Clancier. Il  a toujours soutenu les artistes et les industriels, tel son ami Camille Tharaud, pour qui il réalise des décors en 1930

### Le peintre
Son père Amédée, amateur d'art éclairé et collectionneur, reçoit Corot à plusieurs reprises dans son château de Ribagnac. Ami intime d'Adrien Dubouché, il soutient les peintres de Crozant. À sa mort, son ami et peintre Charles Donzel prodigue au jeune Eugène des conseils en matière picturale.
Alluaud effectue des études de lettres au collège de Jésuites de Vaugirard puis de sciences au lycée Condorcet. Il accomplit son service militaire comme engagé conditionnel d'un an en 1885-1886. C'est à cette occasion qu'il se lie d'amitié avec le peintre Jules Adler.
De 1886 à 1889, il est élève à l'Académie Julian, dans l'atelier de Bouguereau et dans celui de Robert-Fleury, et voyage à travers l'Europe (Angleterre, Belgique et Italie) et l'Afrique du Nord (Algérie et Tunisie).
C’est dès 1887 que l’on perçoit le rôle que va jouer le peintre à Crozant ; il entraîne en Creuse deux amis d’atelier : Jules Adler et Gaston Brun ; ceux-ci sont des peintres attachés à l’art académique ; de son côté, Alluaud souhaite pratiquer une peinture moderne ; cela n’entame en rien sa volonté de rapprocher des hommes d'horizons différents ; il pourra ainsi devenir l'organisateur de l'École de Crozant.
Son expérience picturale majeure, c'est à Crozant qu'il la doit. Après une première découverte en 1887, il y retourne longuement en 1891. Avec sa femme Marcelle, il y fait construire la maison « La Roca », où ils s'installent chaque été à partir de 1905. Il réunit autour de sa table leurs amis artistes. Ensemble ils peignent les paysages de la vallée de la Creuse et se divertissent dans une atmosphère joyeuse.
Deux noms émergent de ce réseau d'amitiés : Maurice Rollinat (1846-1903), le poète de Fresselines, et Armand Guillaumin (1841-1927), cofondateur du groupe des impressionnistes, qui l'initie à la lumière et à la couleur. Sa peinture subit donc fortement l'impressionnisme « avant de parvenir à s'en dégager dans les années 1920, par un style plus constructif et synthétique inspiré de Cézanne ».
Il expose régulièrement dans des galeries, à Limoges chez Dalpayrat et à Paris chez Durand-Ruel et Drouant. Il participe régulièrement au Salon des indépendants et au Salon d'Automne. Lors de l'Exposition universelle de 1900, il décore le « Palais de la Danse » et le pavillon-restaurant des Grandes Marques. Président du jury de la Section peinture au Salon d'Automne en 1928, il reçoit lui-même le grand prix à l'Exposition française du Caire en 1929.
Alluaud s'est principalement consacré à la peinture de la Creuse, mais il a aussi peint la Corrèze et la Haute-Vienne, les Pyrénées et la Côte d'Azur.

### Le dessinateur de guerre (1914-1918)
Dès l'automne 1914, Alluaud effectue des dessins aux thématiques militaires profitant des premières manifestations de la guerre à Limoges comme le passage des troupes indiennes. Il en publie certains dans le quotidien limougeaud Le Courrier du Centre.
En 1915-1916, il réalise 9 fascicules ayant chacun 6 dessins héliogravés, publiés par souscription par les éditions artistiques du Courrier du Centre. Chaque fascicule est centré sur une thématique : Les Hindous (1re série), Les Highlanders, Les Blessés, Nos soldats, Les Émigrés, Les Boches, Les Anglais, Les Indiens (2e série), La Rue. La plupart de ces dessins ont été réalisés à Limoges : la gare, la place de la République, le Mas-Loubier.
Il réalise aussi une série sur l'usine de munitions Faure et expose les dessins à la galerie Dalpayrat en 1916.
La même année, il participe à l'exposition collective Rouen pendant la guerre. Au front, il croque des scènes de la Somme, du Nord-Pas-de-Calais et de la Belgique qui ne seront pas publiées.
Pour les Journées du Limousin des 21 et 22 mai 1916, il dessine une série patriotique de 7 assiettes et 2 soucoupes vide-poches qui sont vendues au profit des blessés et prisonniers de guerre. Chaque pièce comporte un motif militaire au centre d'un décor unique : Un Blessé, La Guerre Aérienne, Le Poilu 1915, La Croix de Guerre, Les Cuistots, Un Bleuet 1916, Lancier indien puis Un Blessé (variation) et Infanterie 1915.

## Œuvres
- « Le Moulin de la Folie », huile sur toile, 82x100 cm. Collection privée[4].
- « Les Ruines de Crozant », huile sur toile, 102x120 cm. Musée de Guéret[4].
- « Le village de Crozant », huile sur toile, 1928, 65x92 cm. Collection privée[4].

## Galerie

Œuvres d’Eugène Alluaud
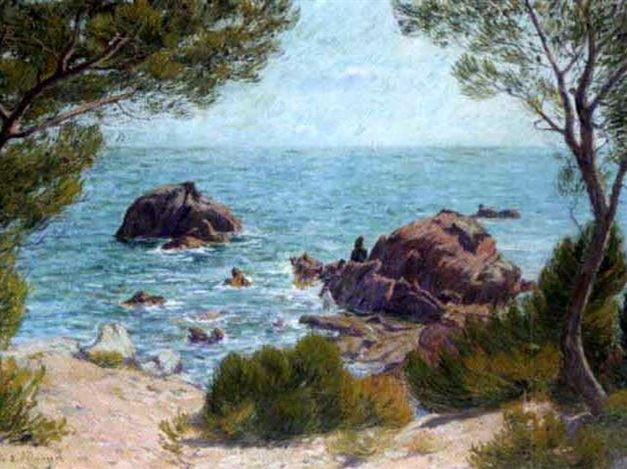
« Vue sur la mer, Agay, Côte d’Azur », huile sur toile. Collection privée.
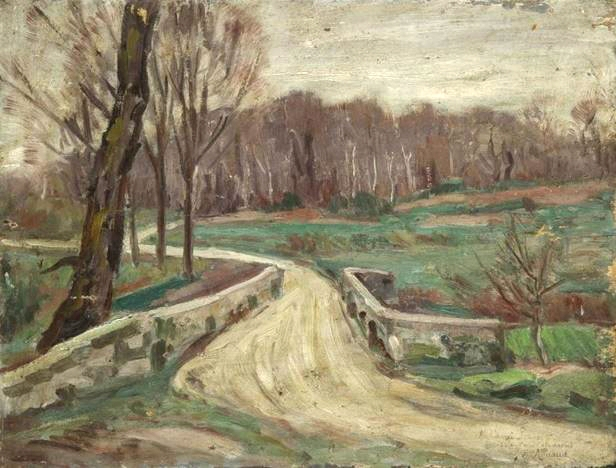
« Pont Charreau, Crozant », huile sur toile. Collection privée.
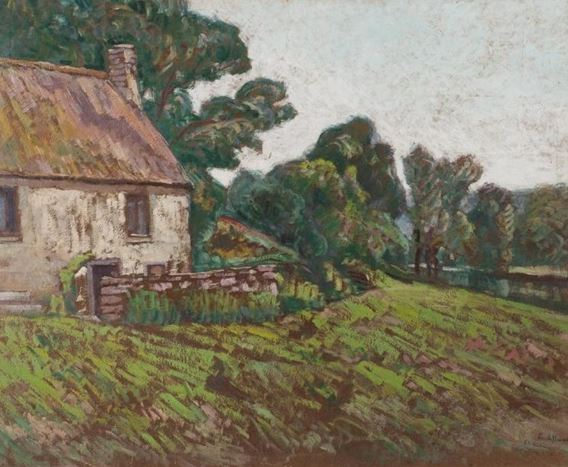
« Le Moulin de Genétin, Crozant », 1912, huile sur toile. Collection privée.
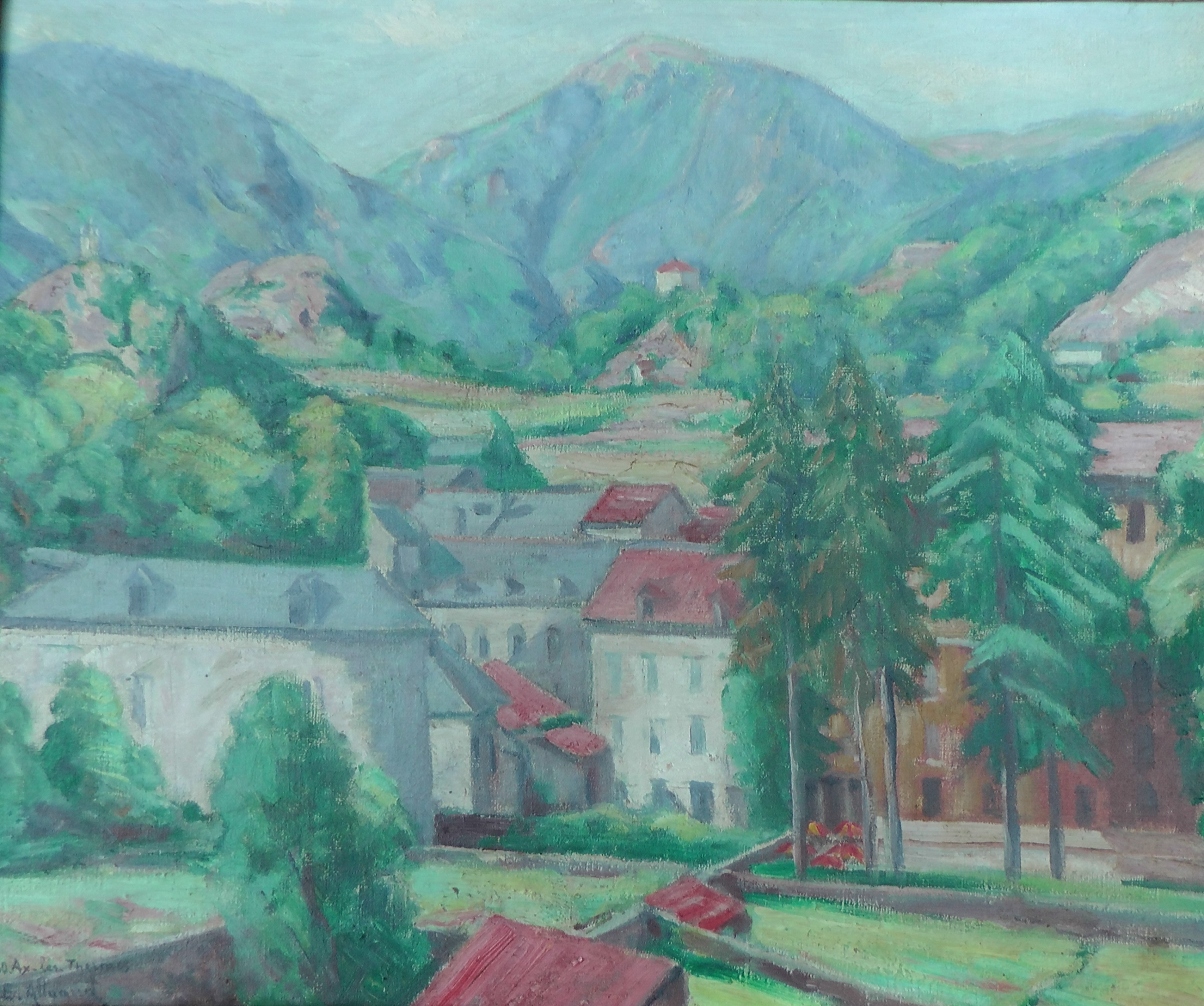
« Ax-les-Thermes », 1930, huile sur toile, 36x44 cm. Collection privée.

### Décorations
- Chevalier de la Légion d'honneur en 1921[17].
- Officier de la Légion d'honneur en 1938[17].